# Greetje met de mandolien
Greetje met de mandolien is een single van Gerard Cox. Het is afkomstig van zijn album Uit liefde en respect... voor zoveel moois. Dat album bevat een selectie van zestien min of meer onbekende liedjes van Jules de Corte, die in 1996 overleed. Het is een lied dat omstreeks 1990 geschreven is door De Corte. Het gaat over een dame met een mandoline die ook als ze zelf oud is tot in het bejaardentehuis mensen pleziert met haar spel.
De B-kant Relativeren gaat over dat je alles zoveel mogelijk moet relativeren, maar ook dat je dat relativeren moet relativeren.
Het werd geen hit.